# Rafael Farga
Rafael Farga y Pellicer, también conocido por el seudónimo Justo Pastor de Pellico (Barcelona, 12 de agosto de 1844 - ibidem, 14 de agosto de 1890), fue un tipógrafo, dibujante, pintor, sindicalista, anarquista y periodista español de la segunda mitad del siglo XIX.

## Biografía
Era familiar del destacado republicano federal Josep Lluís Pellicer y primo hermano del también anarquista y tipógrafo Antoni Pellicer. Fue un tipógrafo excepcional y desde 1879 trabajó como gerente de la imprenta "La Academia" del republicano Evaristo Ullastres en Barcelona, en cuyos talleres se imprimió la mayor parte de la propaganda anarquista de esa ciudad durante todo el período de la Internacional; tenía dotes musicales y por un tiempo fue bibliotecario. Con veinte años comenzó a militar en el republicanismo federal. Fue miembro del Ateneu Obrer de la Classe Obrera (Ateneo Obrero de la Clase Obrera). Cofundó la Dirección Central de las Sociedades Obreras de Barcelona en octubre de 1868 y fue su secretario. Participó en la organización del congreso obrero de Barcelona de diciembre de 1868, que presidió, y en él defendió la república federal y el cooperativismo. En enero del año siguiente conoció allí a Giuseppe Fanelli.
En septiembre de 1869 asistió al cuarto congreso de la Primera Internacional en Basilea, representando junto al doctor Gaspar Sentiñón al Centro Federal de Sociedades Obreras de Barcelona. Allí conoció a Mijail Bakunin, con quien amistó de inmediato, habida cuenta de sus comunes aficiones musicales. Participó activamente en las comisiones sobre herencia y sociedades de resistencia. En febrero de 1870, durante un mitin en Reus, expuso ya sus principios apolíticos y colectivistas y, desde las páginas de La Federación, que dirigió desde su fundación en agosto de 1869, influyó para que se celebrara el Congreso Obrero de la Lengua Española en Barcelona. También fue miembro de la Alianza de la Democracia Socialista y creó un grupo autónomo catalán. 

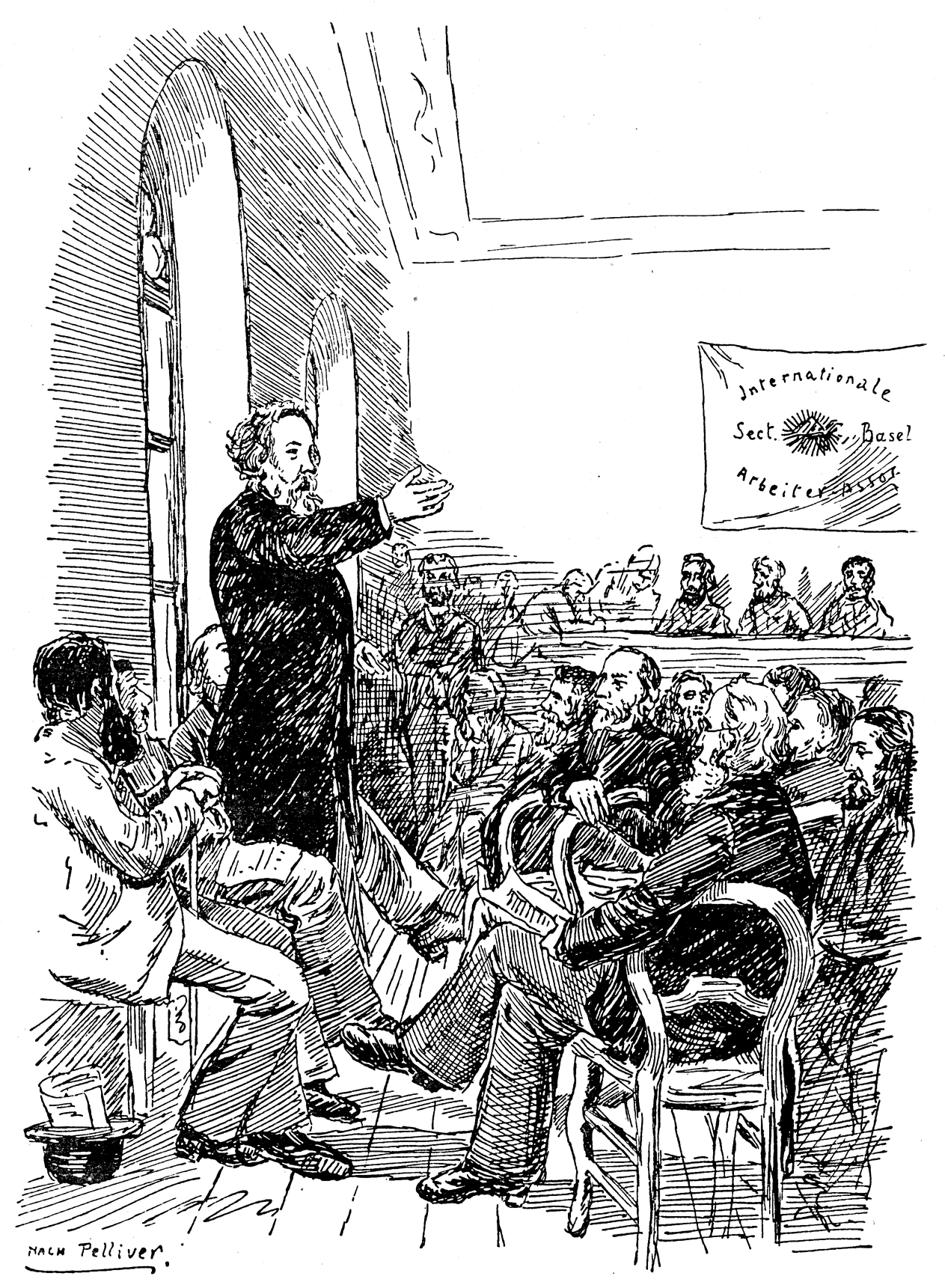
Bakunin en el Congreso de Basilea de la AIT de 1869. Dibujo de Rafael Farga Pellicer, que acudió como representante del Centro Federal Obrero de Barcelona.

Fue uno de los organizadores y presidente del congreso obrero de Barcelona de 1870, constitutivo de la Federación Regional Española de la Asociación Internacional de los Trabajadores (AIT), cuyo documento de adhesión redactó. Fue delegado por Barcelona en Valencia en la Conferencia de 1871; participó en el congreso de Córdoba de diciembre de 1872 y en los congresos de la AIT de La Haya (septiembre de 1872), en el que rechazó los ataques desde Londres a Mijail Bakunin y James Guillaume. Estuvo en la reunión de Saint Imier del 15 de septiembre de 1872 donde se rubricó la línea bakuninista del anarquismo peninsular y donde conoció a Errico Malatesta y fue elegido corresponsal en España del Boletín que allí se acordó editar. En diciembre de 1872 tomó parte en el Congreso de Córdoba en representación de Barcelona donde se aprobó por unanimidad las resoluciones tomadas en Saint Imier. Posteriormente, en el Congreso Antiautoritario de Ginebra de septiembre de 1873, presentó un plan de organización obrera por oficios que se había aprobado en el Congreso de Córdoba. Dirigió asimismo la Revista Social de 1872 a 1877 y con el pseudónimo de J. Gómez asistió al congreso de la AIT (organizado por el sector bakunista) en Bruselas en septiembre de 1874. James Guillaume, que lo conocía bien, lo describió así:
Espíritu práctico, carácter reposado, preocupado ante todo de los problemas de la organización obrera, representaba en la Internacional española el buen sentido y la moderación.
Una vez disuelta la FRE-AIT impulsó la fundación de la anarco-colectivista Federación de Trabajadores de la Región Española (FTRE) junto a Josep Llunas y Anselmo Lorenzo. En su seno defendió, junto a Serrano Oteiza, una federación no clandestina y se le atribuye junto a Pellicer, Llunas y otros, el triunfo de la tendencia legalista frente a la insurreccionalista que representaba Anselmo Lorenzo en febrero de 1881. Entre 1886 y 1888 publicó la revista Acracia (él creó el vocablo) y ayudó a fundar el periódico El Productor, en el que también colaboró, como asimismo en  la ya citada La Federación y en Natura.
Mantuvo correspondencia con Mijail Bakunin, Cesar de Paepe, Giuseppe Fanelli, Benoît Malon, Paul Brousse y James Guillaume, y era también amigo de Kropotkin. Perteneció a la masonería.

## Obras
- Garibaldi. Historia Liberal del Siglo XIX. Ideas, Movimientos y Hombres Importantes. Estudios Filosofico-originales de escritores italianos, franceses y espanoles. Bajo la direccion de Justo Pastor de Pellico Barcelona: Imp. La Academia de Vda. e hijos de Evaristo Ullastres, 1882, 2 vols. en cuarto, 1: 1308 pp., 2: 1309-2336 pp., paginación seguida + 13 láminas color, suscripción un cuaderno semanal de 64 páginas a dos reales. La 5.ª ed. está considerablemente ampliada y los últimos capítulos acarrean mucha información sobre los movimientos obreros y anarquistas hasta 1889, y lleva el título de Garibaldi. Historia liberal del siglo XIX. Ideas, movimientos y hombres importantes de 1789 a 1889 (Barcelona, Tip. La Academia, 1889, 2 vols.: I: Viuda e Hijos de E. Ullastres, 1308 pp. Vol. II: Manuel Soler, ed., 1309-2395 pp.
- Prolegómenos de la composición tipográfica. Barcelona: La Academia, 188¿?
- Biografía de Miguel Bakunin & anónimo, Miguel Bakunin sus ideales y tácticas & Bakunin, Miguel A., La escuela en el porvenir. La Coruña, Bibl. Aurora, [c. 1916].
- Con VV. AA., Cuestión de la Alianza (Barcelona, La Federación Imp. de J. Oliveres, 1872).
- Con Josep Llunas, "La familia; Datos de estadística universal", "¿Qué es anarquía?" y "La cuestión política", en Josep Llunas, Estudios filosófico-sociales. Barcelona, Tip. La Academia de Evaristo Ullastres, 1882.